# Motorada per la Independència
La Motorada per la Independència va ser una concentració motociclista que se celebrà al Circuit de Catalunya, a Montmeló, el 19 d'octubre de 2014. L'acte s'emmarcava en la campanya Ara és l'hora i fou promogut conjuntament per l'Assemblea Nacional Catalana, Òmnium Cultural, les associacions Motards Independentistes, Súmate i Objectiu Estat Independent, el Circuit de Barcelona-Catalunya, la família Aragall (hereus del fundador de l'empresa de motocicletes Mymsa) i el Museu de la Moto de Barcelona, amb la col·laboració del Club Moto Mollet, els Vespanyencs i altres agrupacions motociclistes.

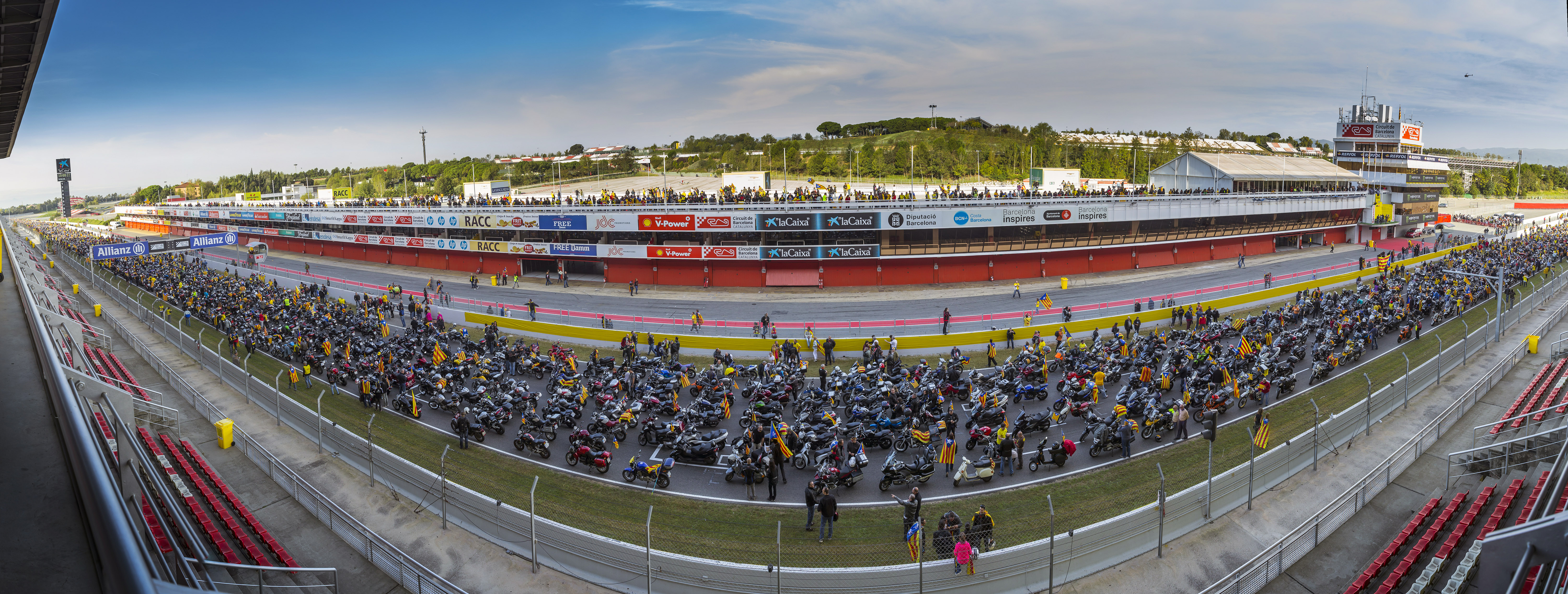
2014 - Panoràmica recta tribuna (Foto Francesc Montero)

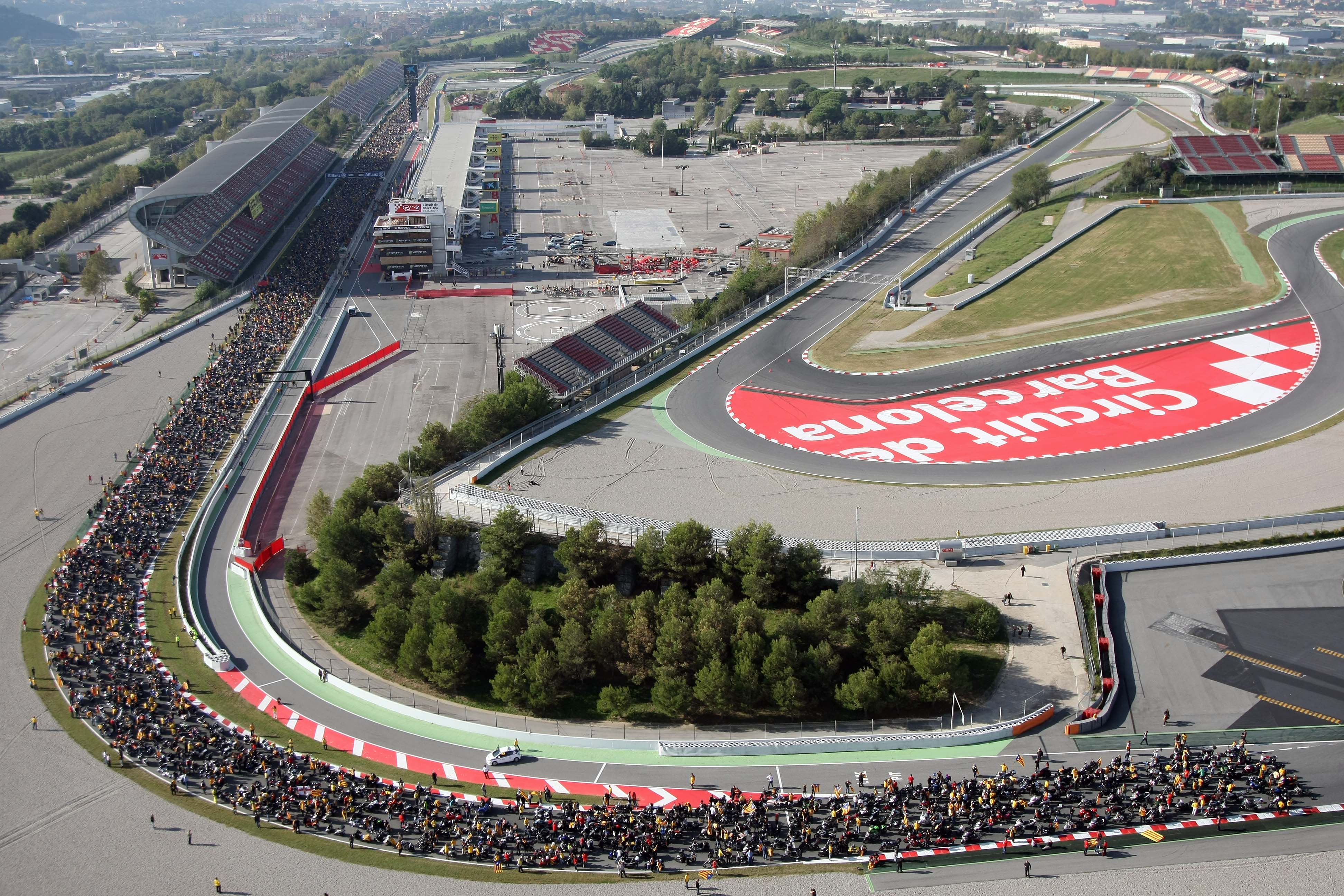
2014 - Foto aèria (Foto Joan Carles Orengo)

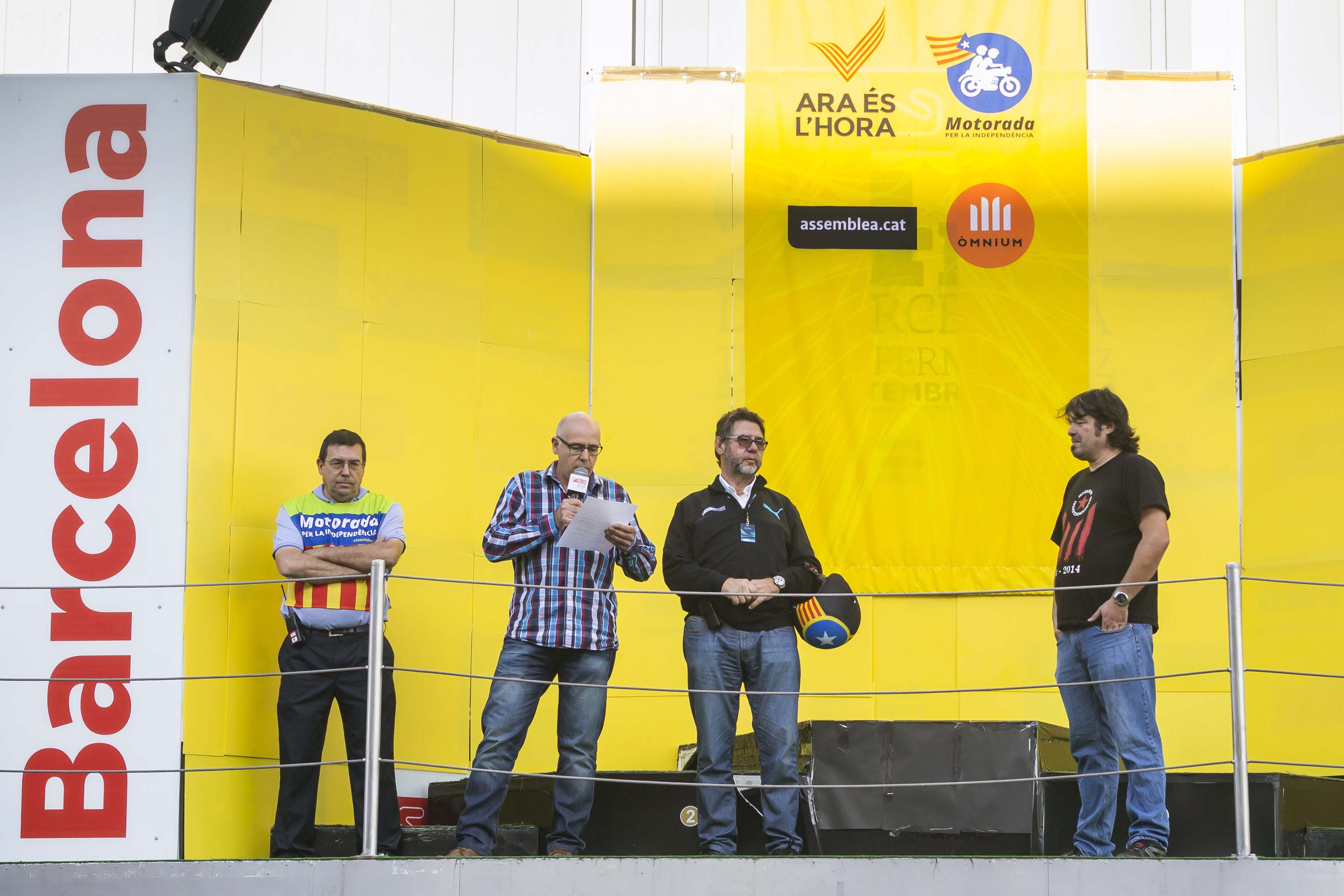
2014 - Parlaments Jaume Aragall, Jordi Tarrés, Salvador Servià i Lluis Reyné (Foto Arnau Puig)

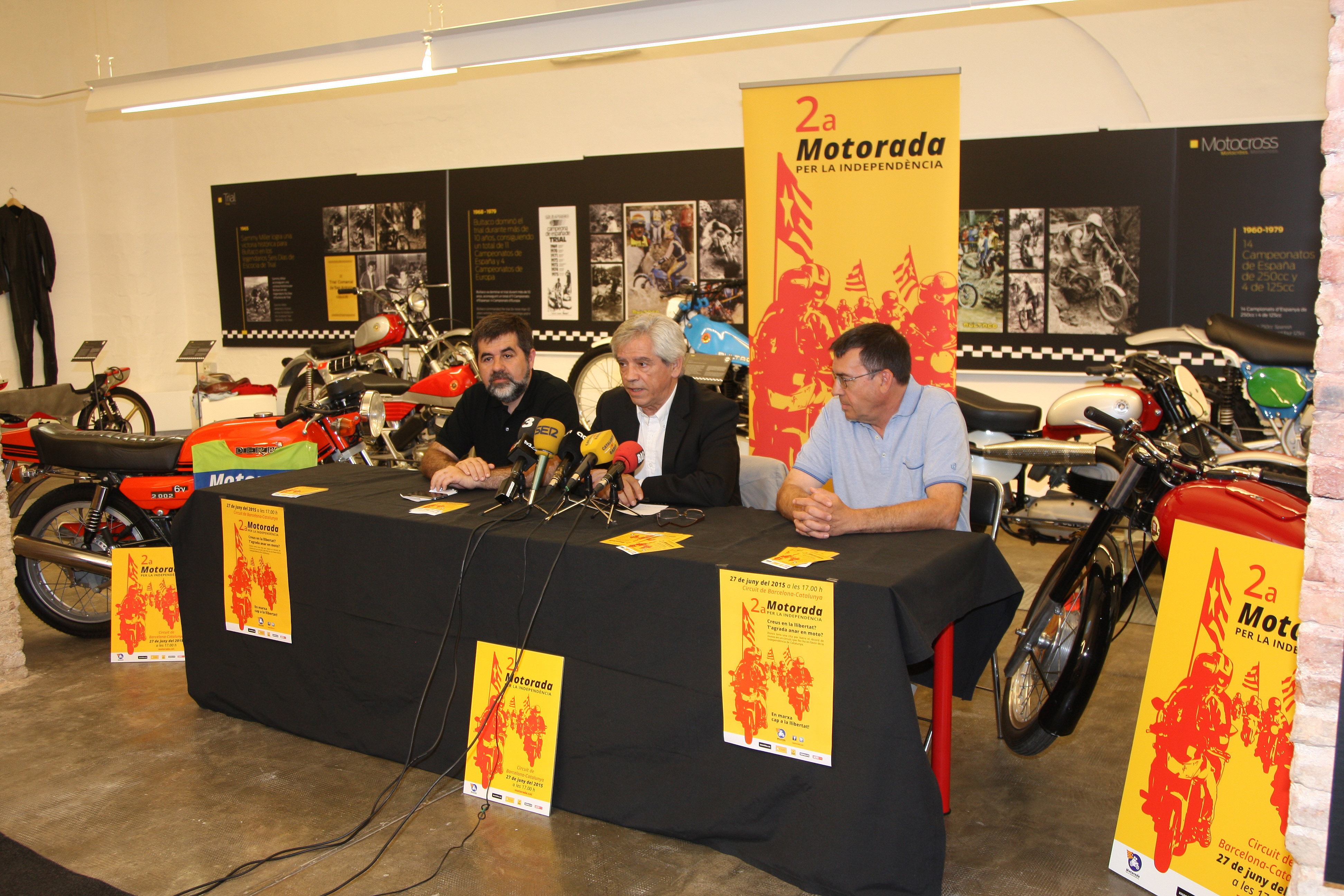
2015 - Presentació de la Motorada al Museu de la Moto de Barcelona (Foto Joan Carles Orengo)

La idea inicial l'esdeveniment, tot i que diferent d'allò en què s'acabà concretant, la tingué a mitjan maig Pere Pi, qui mitjançant contactes seus del món del motor (pilots, afeccionats i empresaris) va contactar amb l'Assemblea Nacional Catalana i l'Associació Motards Independentistes, entitat amb experiència d'anys organitzant sortides motociclistes concorregudes.
Els representants de les entitats involucrades formaren la "Comissió Motorada per la Independència", coordinada per l'Assemblea Nacional Catalana, i després de diverses trobades acabaren de decidir el format de l'esdeveniment: la idea era omplir la recta de la tribuna del circuit de Catalunya amb motos aturades i estelades, amb la perspectiva de superar les cinc mil motos, i anar després en grup i a 50 km/h de Montmeló a Barcelona.
La convocatòria era oberta a tothom que hi volgués participar amb el seu ciclomotor, moto o escúter el dia 19 d'octubre a partir de les 8 del matí i fins a dos quarts d'onze al Circuit de Barcelona-Catalunya. L'associació Motards Independentistes preparà onze columnes que sortiren de Lleida, Reus, Vic, Ripoll, Girona, Mataró i altres poblacions cap al Circuit de Catalunya. Una altra columna sortí de darrere de l'Estadi Olímpic Lluís Companys de Barcelona, amb més de tres-centes motos apuntades.
De les 11 a les 11:20 es programaren diversos parlaments a càrrec de representants de les entitats organitzadores, de la política i de l'esport. Entre d'altres, hi intervingueren Eduardo Reyes (president de Súmate), Pere Pi, Lluís Reyné (president de Motards Independentistes), el director del Circuit de Catalunya Salvador Servià i el set vegades campió del món de trial Jordi Tarrés. Les intervencions previstes de Muriel Casals i de Carme Forcadell, finalment es varen suspendre per incompatibilitat horària amb l'acte central de Barcelona.
Hi participaren prop de 6.000 motos, fet que marcava el rècord de participació en una manifestació política en moto.